# Tamil nyelv

Tamil

A tamil nyelvet (tamil írással தமிழ்), amelyet főként az India Tamilnádu államában élő tamilok beszélnek, a dravida nyelvcsaládba soroljuk. Srí Lanka szigetén is nagyszámú tamil kisebbség él, a sziget északi részén 2009-ig  de facto létezett a Tamil Ílam nevű állam, amelynek hivatalos nyelve volt. Ez a világ klasszikus nyelveinek egyike - a görög, latin és a szanszkrit mellett, a tamil irodalom több mint 2000 évre tekint vissza.
Ahhoz képest, hogy milyen ősi nyelv, a tamil szinte nem változott vagy alkalmazkodott a környezetének nyelveihez az elmúlt évek alatt, ezért a klasszikus tamil még mindig eléggé érthető a modern nyelvet beszélők számára. Erre az ősi tamil nyelvű könyvet, a Tirukkuralt szokták példaként felhozni. A könyv versszakait gyakran tanítják az általános iskolákban, ahol a tanulóknak láthatóan nem okoz gondot az ősi dialektus megértése.
A tamil független a szanszkrit nyelvtől (ami az indoeurópai nyelvcsaládba tartozik) de abból kölcsönzött szavakat az elmúlt századok alatt. A nyelvnek igen kicsi a fonémakészlete. Mint a legtöbb indiai nyelv, ez is fonetikus természetű: a betűk hangokat reprezentálnak, szótagos bontásban. Ez azt jelenti, hogy az íráshoz a hangokat először szótagokká rendezzük és utána minden szótagot a megfelelő jellel leírunk. Vannak karakterek a különálló magánhangzókhoz és mássalhangzókhoz is.
A nem fonetikus írású nyelvekkel (például az angollal) ellentétben, ahol az írás alapján nehéz a kiejtést kikövetkeztetni, a tamilt nagyon egyszerű kiejteni az írást elolvasva.
Az „l” betű a „tamil” szó végén egy retroflex „r” hanghoz hasonló (t̪amiɻ), bár néha „z” vagy „zh” alakkal is átírják.
A tamil a hivatalos nyelv
- Indiában (Tamilnádu állam)
- Srí Lankán
- Szingapúrban

## Internetes források

### Angolul
- Agathiyar Archiválva 2003. december 31-i dátummal a Wayback Machine-ben, an extensive discussion list for Tamil Culture
- Kalaivani Archiválva 2004. október 1-i dátummal a Wayback Machine-ben, a Malaysian Tamil Information Exchange
- Tamil inayam
  - Learn Basic Tamil Archiválva 2003. december 3-i dátummal a Wayback Machine-ben
  - Learn Spoken Tamil Archiválva 2003. december 9-i dátummal a Wayback Machine-ben
  - Basic Tamil Dictionary Archiválva 2003. december 3-i dátummal a Wayback Machine-ben
- University of Pennsylvania's web based courses for learning and teaching Tamil
- Tamil virtual University has the largest digitalised Tamil literature and web based courses for learning and teaching Tamil
- Project Madurai is a voluntary effort to archive Tamil works and make them available to everyone on the internet.
- NLS Information – NLS Information page for Windows XP
- Unicode Chart – Unicode Chart for Tamil (in PDF)